# Вандышево (Большесельский район)
В Ярославской области есть ещё две деревни Вандышево, обе в Ломовском сельском округе Октябрьского сельского поселения Рыбинского района, одна из них расположена вблизи данной деревни.
Вандышево — деревня в Благовещенском сельском поселении Большесельского района Ярославской области.

## Население
По данным статистического сборника «Сельские населенные пункты Ярославской области на 1 января 2007 года», в деревне Вандышево не числится постоянных жителей.

## География
Деревня расположена на северо-востоке района, вблизи с границей с Рыбинским районом, это самая северная деревня района. Она стоит примерно в 2 км к западу от станции Лом железной дороги Ярославль — Рыбинск. От станции она отделена заболоченным лесом, по которому протекает река Ахробость, правый приток Черёмухи. Исток Ахробости находится на расстоянии около 1,5 км к северу от деревни.  Она стоит на небольшом, окруженном лесами поле. На этом же поле на расстоянии около 700 м к юго-западу стоит деревня Маслятино. Через неё проходит просёлочная дорога, связывающая Вандышево с центром сельского поселения.

## История
Деревня Вандышева указана на плане Генерального межевания Борисоглебского уезда 1792 года. В 1825 году Борисоглебский уезд был объединён с Романовским уездом. По сведениям 1859 года деревня относилась к Романово-Борисоглебскому уезду.